# Eisfabrik

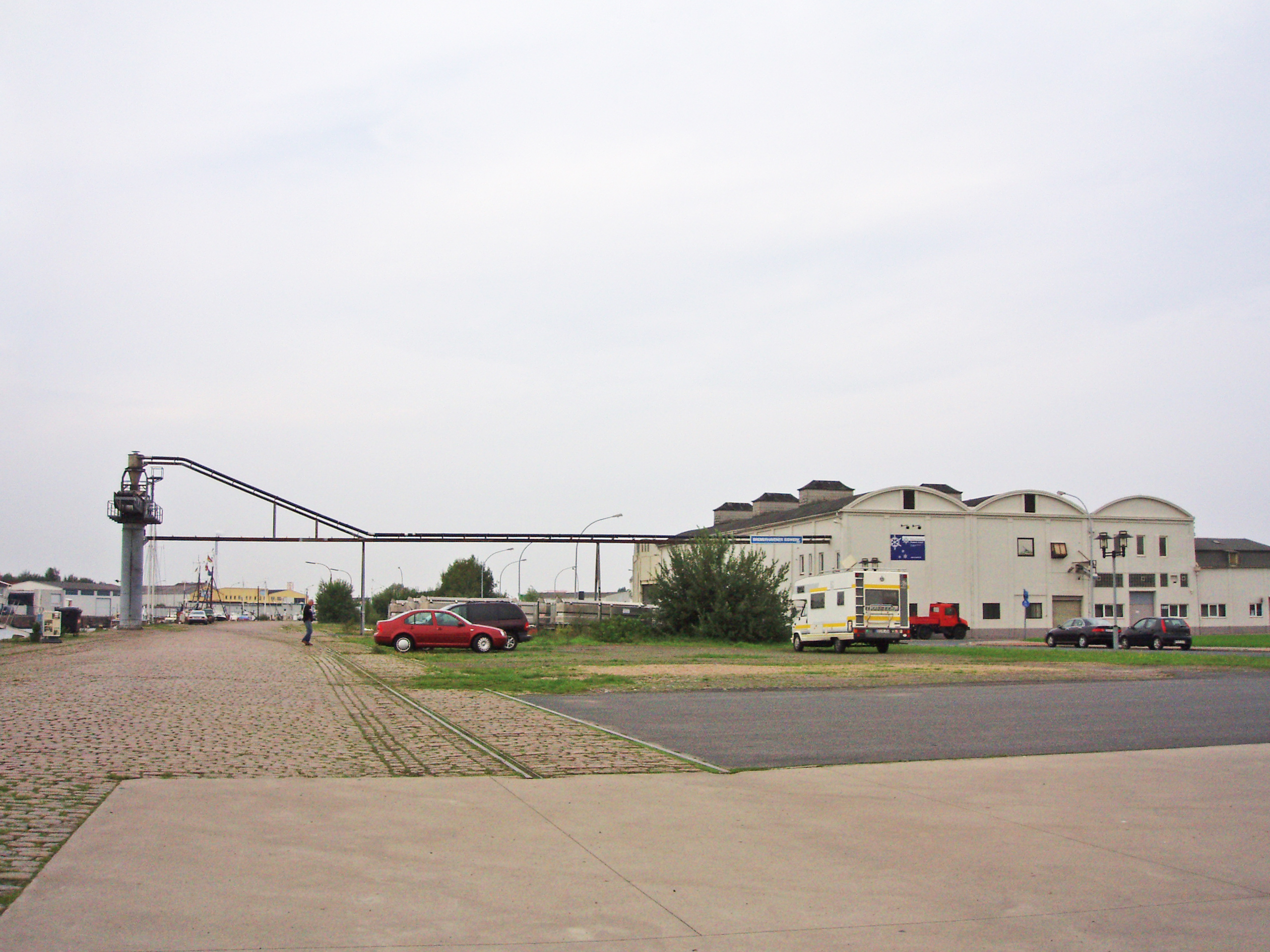
Eisfabrik am Bremerhavener Fischereihafen

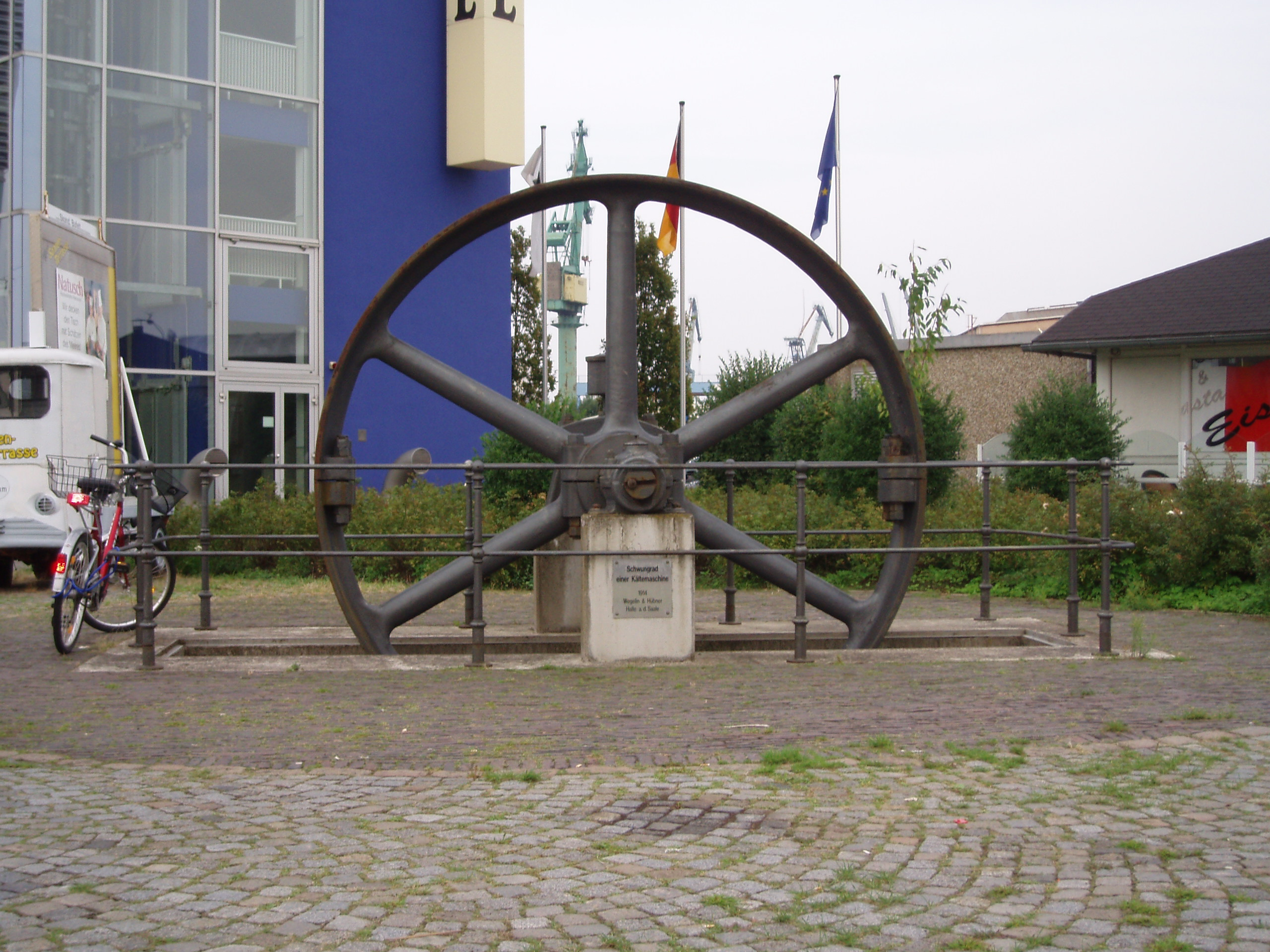
Schwungrad einer Eisfabrik

Eine Eisfabrik stellt Eis zu Kühlzwecken für Brauereien, die Gastronomie, Haushalte, Molkereien und ähnliche Abnehmer her.

## Vorgänger
Vor dem Aufkommen von Eisfabriken wurde Natureis verwendet, das entweder aus der natürlichen Umgebung entnommen – etwa aus Eisteichen (z. B. in Graz bei der Eisteichgasse und in der Brauerei Reininghaus) und Seen wie dem Zeller See (Salzburg) gesägt oder gebrochen – oder von Eiswerken oder an Eisgalgen produziert wurde. Zudem wurden große Mengen Natureis aus Norwegen nach England, Deutschland, Frankreich, Holland und weiteren Nationen exportiert. Wegen der Unsauberkeit und des wachsenden Bedarfs wurden diese Methoden von der Produktion in Eisfabriken abgelöst.

## Entwicklung

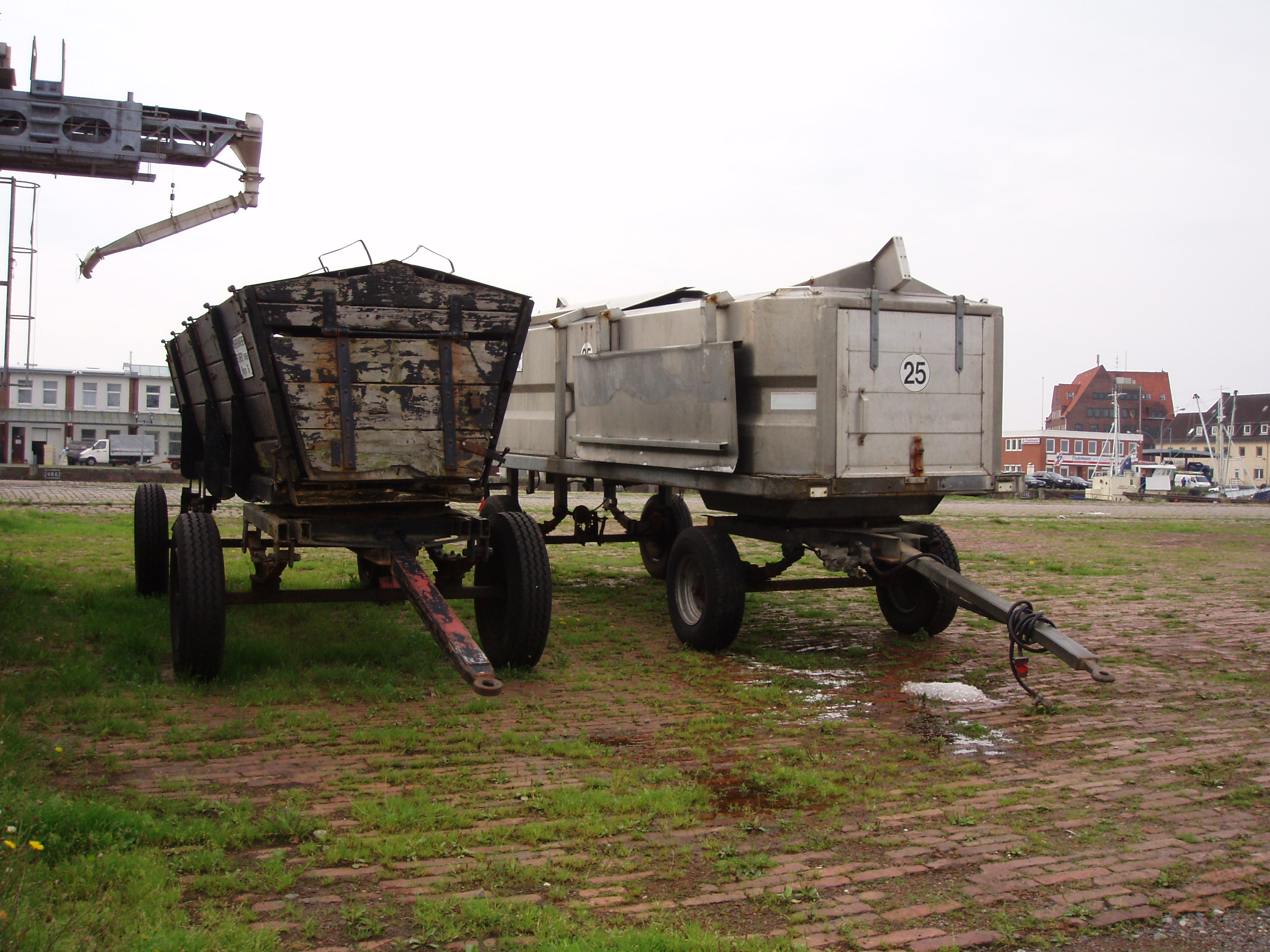
Eiswagen zum Transport des Eises in Bremerhaven

Die Entwicklung der Dampfmaschinen und der weitere technische Fortschritt machte es ab ca. 1870 möglich, Maschinen anzutreiben, die zur Kompression der Gase von Kohlensäure, Schwefliger Säure oder Ammoniak benutzt wurden. So konnte man Eis das ganze Jahr über mit einer Kältemaschine erzeugen. Der Hauptentwickler und Hersteller dieser Eismaschinen war die von Carl von Linde geleitete Linde AG. In ihr war auch Rudolf Diesel lange beschäftigt, bis er für die Entwicklung neuer Motoren die Firma verließ. Mit den Eismaschinen entstanden viele Eisfabriken. Es entwickelte sich eine eigene Eisindustrie.
Die Eismaschinen wurden auch für die Klimatisierung und für den Eislauf benutzt. In Theodor Fontanes Roman Effi Briest setzt der Apotheker Gieshübler das Gerücht in Umlauf, eine Eismaschine werde als offizielles Geschenk eines politischen Gesandten nach Marokko transportiert werden, und stößt damit nicht auf Unglauben.
Mit der Einführung mobiler Eistransporter und ab ca. 1950 der elektrischen Kühlschränke ging die Zahl der Eisfabriken zurück. Bis in die 1970er Jahre war die Belieferung der Gastronomie mit Stangeneis durchaus noch üblich.
Heute sind nur noch wenige Eisfabriken im Bestand erhalten. Einige haben sich auf Spezialprodukte, wie sehr transparentes oder gleichmäßig opakes Eis für Eisskulpturen, spezialisiert.

## Eisfabrik im Film
Im Film Jenseits von Eden mit James Dean spielen einige Schlüsselszenen in einer Eisfabrik.

## Geestemünder und Bremerhavener Eiswerke
Seit 1911/13 gab es die Geestemünder Eiswerke F. Busse. Die 1912 gegründeten Bremerhavener Eiswerke ist eine der wenigen Eisfabriken, die bis heute in Betrieb sind. Das in Bremerhaven - Fischereihafen (ehemals Geestemünde) ansässige Unternehmen wurde ursprünglich für die Eisversorgung der Hochseefischerei und der fischverarbeitenden Industrie gegründet.

## Eisfabrik in Berlin-Mitte

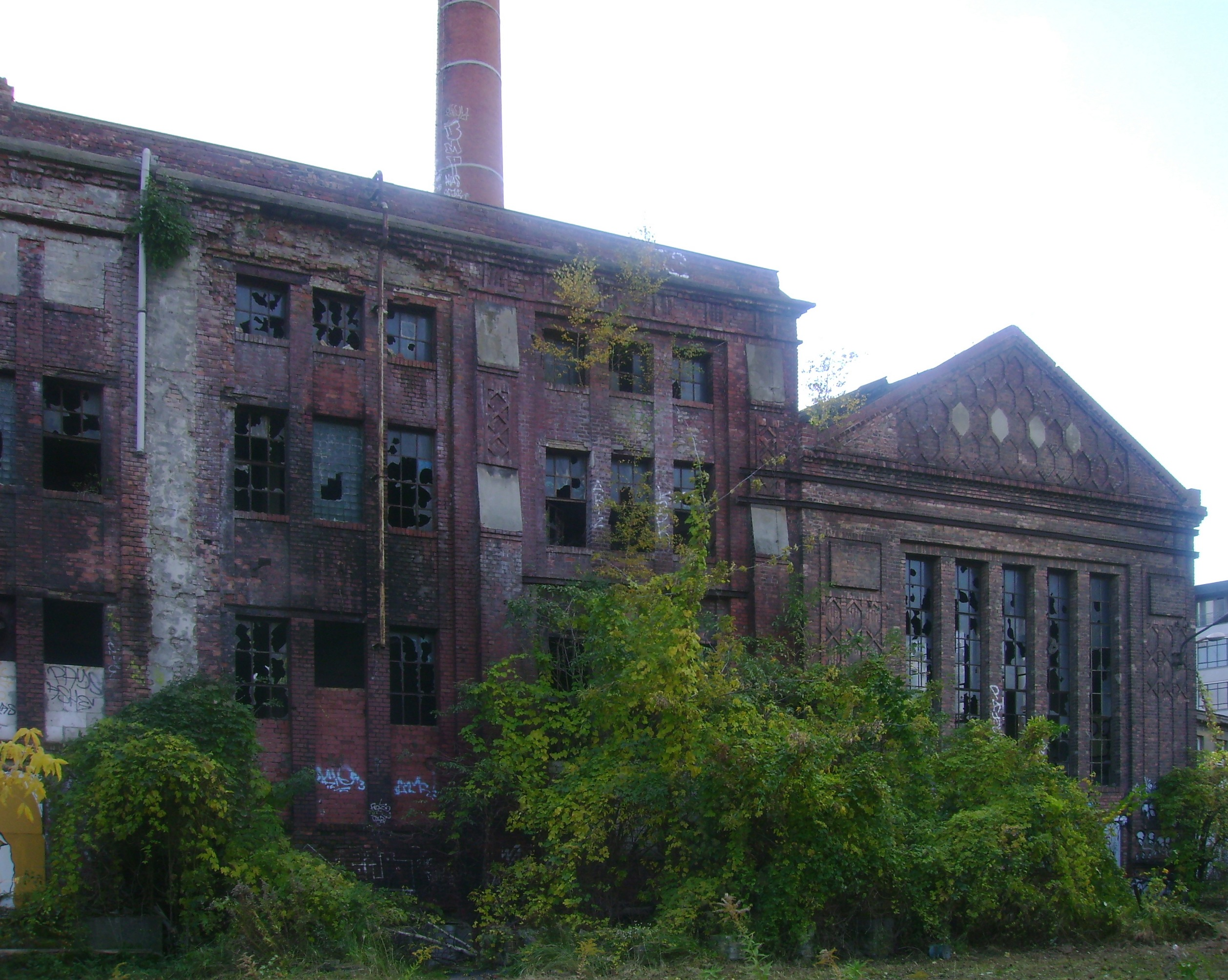
Eisfabrik in Berlin-Mitte

Hauptartikel: Eisfabrik (Berlin-Mitte)
Eine der letzten erhaltenen Einrichtungen dieser Art ist die Eisfabrik in Berlin-Mitte auf dem Gelände an der Köpenicker Straße, die im Jahr 1896 von der Norddeutschen Eiswerke AG an der Spree am alten Berliner Holzmarkt errichtet wurde und die Produktion erst 1995 einstellte. Die Anlage steht heute unter Denkmalschutz, soll allerdings abgerissen und durch ein Glasgebäude ersetzt werden.

## Eisfabriken in Hannover
Hauptartikel: Heuweg-Werke
Auf dem Gelände der ehemaligen Germania-Brauerei und den späteren Heuweg-Werken, der „Hannoverschen Eishaus- und Waren-Einkaufs-Gesellschaft mbH“, bildete sich ab 1970 das Kunst- und Kulturzentrum Eisfabrik.

## Eisfabrik in Straßburg
Hauptartikel: Eisfabrik (Straßburg)
Teile der technischen Einrichtung der Eisfabrik in Straßburg sind erhalten geblieben und derzeit (Stand: Mai 2012) in ein Hotel integriert, das in dem denkmalgeschützten Bau untergebracht ist.